# Compost espirànic
Un compost espirànic és un compost orgànic constituït per dos o més cicles que comparteixen un, i només un, àtom (habitualment un carboni quaternari).
L'àtom en comú s'anomena «àtom espirànic» i els composts s'anomenen monoespirànics, diespirànics, triespirànics… segons el nombre d'àtoms espirànics presents. Els anells no són coplanars a causa de la hibridació de l'àtom espirànic. En el cas del carboni, hibridació sp3. Per aquesta raó els anells estan girats un respecte de l'altre i d'aquí el nom «espirànic», que prové del llatí spīra, ‘espiral’ i aquest del grec σπεῖρα speîra, amb el significat de ‘volta d’una espiral'.